# Exodus Żydów z Egiptu (1956–1957)
Exodus Żydów z Egiptu (1956–1957) – ucieczka ponad połowy społeczności żydowskiej z Egiptu w wyniku ostrych sankcji państwowych wobec tej mniejszości. Do fali emigracji doszło bezpośrednio w wyniku kryzysu sueskiego.

## Charakterystyka społeczności i narastanie dyskryminacji
Obecność Żydów w Egipcie datuje się od V w. p.n.e. W czasach nowożytnych Egipt był częścią Imperium Osmańskiego, co umożliwiało swobodną migrację pomiędzy nim a Bliskim Wschodem, resztą Afryki Północnej i Bałkanami. W XIX i XX wieku osiadali również w Egipcie uciekinierzy z pogromów w Europie Wschodniej oraz Żydzi z Włoch, Wielkiej Brytanii i Francji. Ze względu na wcześniejsze migracje oraz liczne zmiany statusu Egiptu, sytuacja prawna wspólnoty była niejednoznaczna. Około ¼ Żydów posiadała obywatelstwo na mocy Ustawy o Obywatelstwie w 1929 roku, dalsza ¼ była obywatelami innych krajów, zaś około połowy – bezpaństwowcami. Po zmianie ustawy w 1937 roku Żydom starającym się o uzyskanie obywatelstwa z reguły go odmawiano.
W latach 40. XX w. wspólnota liczyła ok. 80 000 osób. Społeczność ta wniosła ważny wkład w modernizację ekonomiczną kraju. Mimo rozwoju syjonizmu w sąsiednim Brytyjskim Mandacie Palestyny, wyraźna większość nie była nim zainteresowana. Jednak od lat 30. organizacje panarabskie i islamskie kolektywnie oskarżały egipskich Żydów o bycie „piątą kolumną syjonizmu” i nawoływały do bojkotu żydowskich usług. W listopadzie 1945 wiec Bractwa Muzułmańskiego w Kairze przeobraził się w pogrom. Zamieszki wybuchły również w Aleksandrii. Ekscesy zostały jednak publicznie potępione.
W maju 1948 podczas tłumienia przez rządzącą partię Wafd demonstracji opozycji internowano ok. 1600 osób, z których znaczna część była Żydami. Po raz pierwszy władze wprowadziły prawo sekwestracji, czyli przejmowania kontroli nad mieniem (lub firmą) zarówno osoby internowanej, jak i będącej pod obserwacją. Z braku ograniczeń prawo stosowano uznaniowo. Po zmianie rządu i rozejmie z Izraelem sekwestrację zawieszono. Od maja 1948 do stycznia 1950 wyemigrowało z Egiptu 20 000 Żydów, zaś do wojny sueskiej do Izraela wyjechało dodatkowo 14 200 osób.
Przed dojściem do władzy środowisk proradzieckich władcy Egiptu nie ukrywali sympatii pronazistowskich, a Egipt stał się głównym źródłem dystrybucji „Protokołów mędrców Syjonu”, będącej antysemicką fałszywką. Rewolucja Wolnych Oficerów w 1952, dojście do władzy G.A. Nasera, przyjęcie przez niego proradzieckiego kursu oraz Afera Lawona w 1954 nie pogorszyła sytuacji mniejszości żydowskiej w Egipcie. Dopiero wojna sueska w październiku 1956 całkowicie odmieniła położenie wspólnoty wyznawców judaizmu.

## Szykany państwowe
Brytyjsko-francusko-izraelska inwazja na Egipt stała się przyczyną masowych sankcji, aresztów i denaturalizacji całych grup mieszkańców tego kraju. Sankcje wobec egipskich Żydów sparaliżowały ekonomicznie tę wspólnotę. W listopadzie 1956 wygnano z kraju 500 osób. Ponieważ większość była głowami rodzin, wyjeżdżali ze swoimi rodzinami. Kilkuset Żydów zostało uwięzionych bez stawiania zarzutów, a na większość rodzin w Kairze i Aleksandrii nałożono areszt domowy, nierzadko bez dostarczania środków do życia.
Państwo przejęło kontrolę nad własnością nie tylko wobec osadzonych i obserwowanych, ale również wobec każdej firmy i stowarzyszenia, w której osoba figurująca na liście miała znaczny udział. Sekwestrowano też własność osób spoza kraju, pracujących dla dowolnej osoby z listy. Pięćset przejętych firm i osiemset umieszczonych na ekonomicznej czarnej liście stanowiło większość potencjału ekonomicznego mniejszości żydowskiej. Firmy sekwestrowane zmuszono do zwolnienia pracowników wyznających judaizm, a komisarze tych firm konfiskowali 10% ich wartości. Wielu innym Żydom prowadzącym przedsiębiorstwa odmówiono pozwolenia na handel, eksport i import.
Wprowadzony w listopadzie 1956 dekret prezydencki uznawał za Egipcjanina wyłącznie osobę będącą rezydentem kraju przed 1 stycznia 1900 i mieszkającą w Egipcie na stałe oraz niebędącą pod jurysdykcją innego kraju. Umożliwiało to jednak retroaktywne pozbawianie obywatelstwa niechcianych osób, które przez powyższy czas choćby na krótko wyjechały z kraju. Ponadto, według historyka M. Laskiera, nie istniał oficjalnie uznany dokument, poświadczający rezydencję przed 1 stycznia 1900.
Z końcem 1956 roku sankcje ustąpiły miejsca propagandzie antysemickiej w mowach przywódców państwa i mass mediach. Według m.in. Maurice Mizrahi, działacza wspólnoty żydowskiej, część byłych oficerów nazistowskich, zajmując stanowiska w egipskich ministerstwach, była współodpowiedzialna za prowadzenie nagonki.

## Emigracja
W sumie od listopada 1956 do końca 1957 wyemigrowało z Egiptu 23-25 tysięcy Żydów, co stanowiło ponad połowę społeczności. Opuszczającym kraj konfiskowano prawie całe mienie.
W przesiedleniu uchodźcom pomagał Międzynarodowy Komitet Czerwonego Krzyża we współpracy z organizacjami żydowskimi. Od początku 1957 wielu uchodźców było również pod opieką Wysokiego Komisarza ONZ do spraw Uchodźców. Agencja Żydowska kierowała uchodźców do Izraela, który pomiędzy listopadem 1956 a październikiem 1957 wpuścił 13 500 osób. Inni osiedlili się m.in. w krajach Ameryki Łacińskiej, USA, Kanadzie i Australii.

## Skutki
Wspólnoty w mniejszych miastach, takich jak Port Said, Tanta czy Al-Mansura, przestały istnieć. Dzielnica żydowska w Kairze, zamieszkiwana w 1956 roku przez 20 tysięcy wyznawców judaizmu, skurczyła się do kilku tysięcy. Szpital żydowski został zamknięty, a cmentarz aszkenazyjski splądrowano. W następnych latach emigracja postępowała stale. Wspólnota popadła w deficyt finansowy. Brakowało również przywództwa religijnego.
Od 1958 roku media państwowe przestały rozróżniać między antysyjonizmem a antysemityzmem. W następstwie wojny sześciodniowej pozostające w Egipcie 2500 Żydów dotknęły dalsze szykany, w tym uwięzienie na 1-3 lata większości dorosłych mężczyzn bez procesu, zakończone przymusem emigracji. Pod koniec lata 1970 roku w Egipcie pozostało w sumie 300 Żydów.